# Троцкий уезд
Тро́цкий уе́зд — административно-территориальная единица Петроградской (с 1924 года — Ленинградской) губернии, существовавшая в 1923—1927 годах. Уездный город — Троцк.
В ноябре 1922 года на территории бывших Детскосельского и Петергофского уездов был образован Га́тчинский уезд с центром в городе Гатчина. При создании Гатчинского уезда в него вошли уездный город Гатчина, заштатные города Детское Село, Слуцк, Колпино, Красный, Петергоф, Ораниенбаум и 20 волостей. В феврале 1923 года Гатчина была переименована в Троцк (в честь Л. Д. Троцкого), а уезд — в Троцкий.
16 июня 1925 года город Красный вновь был переименован в Красное Село, были отнесены: к категории рабочих поселков — Ульяновка, к категории дачных поселков — Вырица, Сиверская, Стрельна, Володарский.
22 июня 1925 года город Колпино переведен из Троцкого уезда в Ленинградский.
7 февраля 1927 года были объединены следующие волости: Венгиссаровская и Губаницкая — в Венгиссаровскую, Гостилицкая и Медушская — в Гостилицкую, Пулковская и Слуцкая — в Детскосельскую, Красносельская и Староскворицкая — в Красносельскую, Ораниенбаумская и Ковашевская — в Ораниенбаумскую. Ульяновская волость была передана в Ленинградский уезд, таким образом в уезде осталось 14 волостей и 151 сельсовет.
Постановлением Президиума ВЦИК от 1 августа 1927 года в ходе реформирования административно-территориального деления Ленинградская губерния и все её уезды были упразднены. Территория Троцкого уезда вошла в состав Троцкого (34 сельсовета), Ораниенбаумского (33 сельсовета), Детскосельского (28 сельсоветов), Волосовского (26 сельсоветов), Урицкого (21 сельсовет), Котельского (1 сельсовет), Колпинского (1 сельсовет) районов Ленинградского округа, а также Оредежского (5 сельсоветов) и Лужского (2 сельсовета) районов Лужского округа Ленинградской области.

## Административное деление
По данным на 1 января 1926 года в уезде было 20 волостей:
- Бегуницкая,
- Венгисаровская (центр — станция Елизаветино),
- Гатчинская,
- Глебовская (центр — посёлок Новинка),
- Гостилицкая,
- Губаницкая (центр — посёлок Кикерино),
- Детскосельская
- Ковашевская,
- Копорская,
- Красносельская,
- Лисинская,
- Медушская (центр — деревня Лопухинка),
- Ораниенбаумская,
- Пулковская (центр — посёлок Александровка),
- Рождественская (центр — станция Сиверская),
- Ропшинская (центр — деревня Кипень),
- Слуцкая,
- Сосницкая,
- Староскворицкая (центр — дачный посёлок Тайцы),
- Стрельнинская,
- Троцкая,
- Ульяновская[4].

## Население
По итогам всесоюзной переписи населения 1926 года население уезда составило 292 053 человек, из них городское — 108 658 человек.